# Jean Paul Getty
Jean Paul Getty, ameriški poslovnež in filantrop, * 15. december 1892, Minneapolis, Washington, ZDA, † 6. junij 1976, Sutton Place pri Guildfordu, Združeno kraljestvo.
Jean Paul Getty je bil je eden prvih ljudi, katerega premoženje so ocenjevali na več kot milijardo ameriških dolarjev. Kljub velikemu bogastvu pa je bil Getty znan kot skopuh.

## Življenje
Jean Paul Getty se je rodil 15. decembra 1892 v Minneapolisu. Njegov oče George Franklin Getty je bil naprej odvetnik, ko pa se je leta 1904 se je družina preselila v Oklahomo pa je začel je uspešno kariero v tamkajšnji naftni industriji. Dve leti pozneje se je družina preselila v Los Angeles, kjer je mladi Jean obiskal naprej zasebno šolo in nato leta 1909 končal Polytechnic High School. Po maturi je študiral ekonomijo in politologijo na Univerzi Južne Kalifornije in Univerzi Berkeley. Poletja je preživljal kot delavec na očetovih naftnih poljih v Oklahomi.
Leta 1912 se je vpisal na Univerzo v Oxfordu in tam leta 1914 diplomiral iz ekonomije in politologije. Po diplomi se je vrnil v Združene države in v Tulsi v Oklahomi ustanovil lastno podjetje. Čeprav je deloval neodvisno od očetovega podjetja, pa mu je ta pomagal s posojili in finančno podporo, da lahko začel uspešno poslovati. Tako je Getty do konca leta 1916 zaslužil svoj prvi milijon ameriških dolarjev. Toda že naslednje leto je naznanil svoj umik iz posla in preselil v Los Angeles, kjer je 2  leti živel zelo razuzdano in razkošno življenje.
Nato se je leta  1919 se je vrnil v naftne posle in si naslednjih letih pridobil nove 3 milijone dolarjev premoženja. Zaradi umika pa je izgubil očetovo spoštovanje. Ta je na svoji smrtni postelji izjavil, da bo Jean uničil družinsko podjetje. Očeta je razočaralo tudi sinovo zaporedje porok in ločitev ( v petih letih se je 3 poročil in 2 ločil). Tako je ob očetovi smrti leta 1930 podedoval le 500 tisoč dolarjev od 10 milijonov, kolikor je znašalo očetovo premoženje ob smrti. 
Po očetovi smrti je postal predsednik podjetja George Getty Oil Company. Med veliko depresijo je pametno upravljal s svojim premoženjem in leta 1932 prevzel Pacific Western Oil Corporation, ter začel s prevzemom podjetja (dokončan leta 1953) Mission Corporation, ki je vključevalo Tidewater Oil in Skelly Oil. Po vrsti dogovorov, ki jih je sklenil z materjo, si je pridobil kontrolni delež v George Getty Oil Company. Leta 1967 je vsa ta podjetja združil v enotno podjetje Getty Oil. Ukvarjati se začel tudi z nepremičninami, tako je kupil Hotel Pierre v New Yorku. 
Po vstopu Združenih držav v drugo svetovno vojno se Getty javil v ameriško mornarico, vendar so ga zavrnili. Zato pa je njegovo podjetje Spartan Aircraft Company  začelo za vojsko proizvajati letelske dele. Po koncu vojne je Getty podjetje preusmeril v proizvodnjo prikolic.
V začetku leta 1949 je Getty sklenil sporazum s saudskim kraljem Ibn Saudom. Zavezal se je, da bo plačal  9,5 milijona dolarjev v gotovini in še 1 milijon dolarjev vsako leto za 60-letno koncesijo za izkoriščanje nafte na zemljišču, ki je ležalo v bližini saudske-kuvajtske meje, čeprav na tistem področju še nikoli niso odkrili nafte. Tako je bilo vse do leta 1953, ko je po 4 letih iskanja in investiranih 30 milijonih dolarjev na površje pritekla nafta. Gettyu se je to tveganje zelo obrestovalo, saj so kmalu načrpali 16 milijonov sodov nafte letno, kar je zelo pripomoglo k temu, da je postal eden od najbogatejših ljudi na svetu. Leta 1957 ga je revija Fortune razglasila za najbogatejšega živečega Američana.
Getty se je, da bi še povečal družinsko bogastvo, naučil arabščine, kar mu je omogočilo razširitev poslov po vsem Bližnjem vzhodu. Na vrhuncu je imel Getty v lasti kontrolni delež v skoraj 200 podjetjih, vključno z Getty Oil. Guinnessova knjiga rekordov ga je leta 1966 razglasila za najbogatejšega Zemljana, s premoženjem vrednim približno 1,2 milijarde dolarjev.
Po letu 1959 je nehal živeti po hotelskih sobah in se preselil v Anglijo, ter postal znan anglofil. Živel in delal je v dvorcu Sutton Place pri Guildfordu. Sutton Place je postal središče Getty Oil in njegovih povezanih podjetij. Na posestvu je Getty pogosto gostil svoje britanske in arabske prijatelje. 
Preostanek življenja je Getty preživel na Britanskem otočju. Umrl je zaradi bolezni srca na svojem posestvu 6. junija 1976 star 83 let. Po smrti je svojemu sinu Paulu v oporoki zapustil le 500 dolarjev, ves ostali denar pa je šel v družinski sklad.
Ob njegovi smrti je bilo njegovo premoženje vredno več kot 2 milijardi dolarjev. V knjigi izdani leta 1996 pa so ga proglasili za 67-tega najbogatejšega Američana vseh časov. Do tega podatka so prišli s primerjavo njegovega bogastva z rastjo nacionalnega produkta.
Getty je bil navdušen zbiralec umetnin in starin. Napisal je tudi več knjig. Njegova zbirka je postala osnova za muzej J. Paul Getty v Los Angelesu. Muzeju je po smrti zapustil več kot 661 milijonov dolarjev.  Leta 1953 je ustanovil J. Paul Getty Trust. Danes je J. Paul Getty Trust najbogatejša umetniška ustanova na svetu. Upravlja z naslednjimi ustanovami: muzej J. Paul Getty, Getty Foundation, Gettyjev raziskovalni inštitut in Gettyjev konzervatorski inštitut.

## Plačljivi telefon
Getty  je znan tudi po namestitvi plačiljivih telefonov v svojem dvorcu Sutton Place. Z dejanjem je precej pripomogel k svojemu slovesu skopuškega človeka. V svoji avtobiografiji je podal razloge za svojo odločitev: :
Sedaj, nekaj mesecev potem, ko je bil kupljen Sutton Place, se je tukaj obrnilo veliko število ljudi. Nekateri so bili na obisku kot poslovneži. Drugi so bili obrtniki ali delavci, ki so se ukvarjali s prenovo. Spet drugi so trgovci z dobavo blaga. Nenadoma, je začel račun za telefon rasti z vrtoglavo hitrostjo. Razlog je bil očiten. Vsak telefon v hiši ima neposreden dostop do zunanje linije in s tem na dolge razdalje, ter posledično tujine. Ljudje pa izkoristijo še tako redko priložnost. Izkoristili so naše telefone in klicali svoja dekleta v Ženevo ali Georgio, tete, strice, ter daljne bratrance v daljni Caracas in Cape Town. Stroške njihovih prijaznih pogovorov pa so seveda šli na račun Sutton Placea.
Getty je dal na telefone namestiti ključavnice, uporabljati pa so jih smeli le pooblaščeni. Za ostale pa je dal namestiti telefone, v katere so morali za njihovo uporabo metati kovance.

## Zasebno življenje
Getty je bil kar petkrat poročen in prav tolikokrat ločen. V vseh teh zakonih se mu je rodilo 5 sinov.:
1. Jeanette Demont (poroka 1923 – ločitev 1926); sin George Franklin Getty II (1924–1973)
2. Allene Ashby (1926–1928); brez otrok
3. Adolphine Helmle (1928–1932); sin Jean Ronald Getty (rojen 1929)
4. Ann Rork (1932–1936); 2 sinova Eugene Paul Getty  (1932–2003) in Gordon Peter Getty (rojen 1933)
5. Louise Dudley Lynch (1939–1958); sin Timothy Ware Getty (1946–1958)

## Vnukova ugrabitev
10. julija 1973 so v Rimu 16-letnega Getyjevega vnuka Johna Gettyja III ugrabili in zanj zahtevali odkupnino v višini 17 milijonov dolarjev. Njegova družina je sprva menila, da gre za neslano šalo, ki so si jo izmislili on in njegovi prijatelji, saj je John večkrat šalil, da bo uprizoril ugrabitev, da bi dobil denar od svojega skopuškega dedka. Zato so zahtevek kar ignorirali. Prepričalo jih ni niti fantovo pisno materi, v katerem je napisal: »Draga mama, ne želim umreti, reci dedku, naj plača odkupnino.«
Kasneje so ugrabitelji znižali odkupnino na 3 milijone dolarjev. Getty se je odločil, da bo plačal 2.2 milijona dolarjev, najvišji znesek, ki je bil dovoljen za davčno olajšavo. Preostali znesek pa je posodil sinu in ga opozoril, da pričakuje vrnitev denarja in to po 4-odstotni obrestni meri. Po plačilu odkupnine so fanta 15. decembra 1973 naposled izpustili v bližini Neaplja. Po izpustitvi je John Paul Getty III poklical dedka, da bi se mu zahvalil za plačano odkupnino, toda dedek z njim ni želel govoriti.  Zaradi ugrabitve je bilo aretiranih 9 ljudi, kasneje so 2 tudi obsodili. Denarja niso nikoli našli. 
Svojo odločitev, da sprva ni hotel plačati odkupnine je Getty leta 1976 pojasnil takole: Imam 14 vnukov. Če plačam en sam peni, bom imel 14 ugrabljenih vnukov. Kot drugi razlog je navedel, da nasprotuje kakršnemkoli popuščanju kriminalcem in teroristom, ker je to le vzpodbuda za naraščanje brezpravnosti, nasilja in nesprejemljivih terorističnih bombardiranj, ugrabitev in mučenj talcev.
John Paul Getty III je zaradi ugrabitve doživel hudo travmo, ter je postal odvisnik od drog. Pri 24 letih je zaradi prevelikega odmerka heroina doživel možgansko kap. Od tedaj je potreboval nego 24 ur dnevno – bil je paraliziran in skorajda slep. Umrl 5. februarja 2011 star 54 let.